# Andrea Bendewald
Andrea R. Bendewald (* 4. März 1970) ist eine US-amerikanische Schauspielerin. Ihre
bekannteste Rolle ist die Reporterin Maddy Piper in der NBC-Fernsehserie Susan.

## Leben
Andrea ist die Tochter der New Yorker Judith Bendewald und Mervin Bendewald und die Schwester von Mason Bendewald. Bendewald hat einen Studienabschluss der Wright State University.
Am 19. August 2001 heiratete Bendewald den Schauspieler Mitch Rouse auf der Sandlerock Ranch in Malibu. Das Paar lernte sich im Oktober 1998 während der Dreharbeiten an der ABC-Sitcom The Secret Lives of Men kennen.

## Nominierungen
Ovation Awards
- 2011: Nominiert für Featured Actress in a Play als Jane in "Girls Talk"[4]

## Filmografie

### Film
- 1997: Der gebuchte Mann (Picture Perfect)
- 1998: The Thin Pink Line
- 2001: Amys Orgasmus (Amy's Orgasm)
- 2001: Eine Nacht bei McCool’s (One Night at McCool's)
- 2004: You’re Fired! (Employee of the Month)
- 2006: Rebell in Turnschuhen (Stick It)
- 2011: Five (Fernsehfilm)
- 2013: Contribution of a Verse (Kurzfilm)
- 2013: Browsers
- 2013: Nennt mich verrückt! (Call Me Crazy: A Five Film)
- 2014: Mourning Glory (Kurzfilm)
- 2015: Gala & Godfrey The Classics

### Fernsehserien
- 1995–1996: Simon (Sitcom 15 Folgen)
- 1996: Brüder (Brotherly Love, 1 Folge)
- 1996: Caroline in the City (1 Folge)
- 1997: Men Behaving Badly (2 Folgen)
- 1997: Seinfeld (1 Folge)
- 1997: Ellen (1 Folge)
- 1997–1999: Susan (Susan Suddenly, 59 Folgen)
- 1999: Stark Raving Mad (1 Folge)
- 2000: Popular (1 Folge)
- 2000: That’s Life (1 Folge)
- 2001: Providence (Providence, 1 Folge)
- 2001: Friends (1 Folge)
- 2001: Cursed (1 Folge)
- 2002: Die wilden Siebziger! (That ’70s Show, 1 Folge)
- 2004: CSI: Miami (1 Folge)
- 2005: Life on a Stick (1 Folge)
- 2005: Center of the Universe (1 Folge)
- 2005: Entourage (1 Folge)
- 2005: Dr. House (House, 1 Folge)
- 2006: Two and a Half Men (1 Folge)
- 2006: Twins (1 Folge)
- 2008: Without a Trace – Spurlos verschwunden (Without a Trace, 1 Folge)
- 2008: Immer wieder Jim (According to Jim, 1 Folge)
- 2009: The Game (1 Folge)
- 2011: Last Man Standing (1 Folge)
- 2012: Meine Schwester Charlie (Good Luck Charlie, 1 Folge)
- 2013–2014: Legit (6 Folgen)